# Miss International 2019
Miss International 2019 est la 59e élection de Miss International, qui s'est déroulé à Tokyo, capitale du Japon, le 12 novembre 2019. La gagnante est la thaïlandaise Sireethorn Leearamwat (en), qui succède à la vénézuélienne Mariem Velazco, Miss International 2018.
Le thème de cette édition est « Encourager toutes les femmes ».
Cette édition du concours Miss International marque un nouveau record du nombre de participantes, avec 83 candidates, surpassant le précédent record de 77 concurrentes remontant à l'année précédente.

## Résultat final

### Classement final
| Résultats finaux        | Candidates |
| ----------------------- | --- |
| Miss International 2019 | - Thaïlande – Sireethorn Leearamwat (en) |
| 1re dauphine            | - Mexique – Andrea Toscano (en) |
| 2e dauphine             | - Ouganda – Evelyn Namatovu Karonde |
| 3e dauphine             | - Colombie – Alejandra Vengoechea (en) |
| 4e dauphine             | - Royaume-Uni – Harriotte Lane (en) |
| Top 8                   | - Indonésie – Jolene Marie Rotinsulu - Philippines – Bea Patricia Magtanong (en) - Viêt Nam – Nguyễn Tường San |
| Top 15                  | - Biélorussie – Maria Perviy - Finlande – Jutta Kyllönen - Hong Kong – Kaye Cheung - Pays-Bas – Elize Joanne De Hong - Porto Rico – Ivana Carolina Irizarry - Sri Lanka – Pawani Vithanage - Venezuela – Melissa Jiménez (en) |

### Les Reines continentales
| Continents | Candidates                               |
| Afrique    | - Liberia – Naomi Nucia Glay             |
| Amériques  | - Pérou – Maria José Barbis              |
| Asie       | - Thaïlande – Sireethorn Leearamwat (en) |
| Europe     | - Pays-Bas – Elize Joanne De Hong        |
| Océanie    | - Hawaï – Raquel Basco                   |

## Prix spéciaux
| Prix                                     | Candidate                                    |
| ---------------------------------------- | -------------------------------------------- |
| Miss Photogénie                          | - Guadeloupe – Noémie Milne                  |
| Best In Evening Gown                     | - Venezuela – Melissa Jiménez (en)           |
| Best in Swimsuit                         | - Ouganda – Evelyn Namatovu Karonde          |
| Meilleur Costume National                | - Viêt Nam – Nguyễn Tường San                |
| Miss People’s Choice Award - Missosology | - Indonésie – Jolene Marie Cholock-Rotinsulu |
| Panasonic Beauty Ambassador              | - Indonésie – Jolene Marie Cholock-Rotinsulu |
| Miss Visit Japan Tourism Ambassador      | - Tunisie – Sarra Brahmi                     |

## Organisation
L'organisation Miss International annonça officiellement le 11 avril 2019 sur ses pages Facebook et Instagram que l'édition 2019 du concours se tiendrait au Tokyo Dome City Hall, à Tokyo, pour la quatrième année consécutive. Les candidates arriveront dans la capitale japonaise dès le 25 octobre 2019.

## Candidates
Il y a 83 candidates, soit six de plus qu'en 2018 et quatorze de plus qu'en 2017.
| Pays / Territoire        | Nom                            | Âge    | Taille | Résidence             |
| ------------------------ | ------------------------------ | ------ | ------ | --------------------- |
| Afrique du Sud           | Nicole Middleton               | 24 ans | /      | Le Cap                |
| Allemagne                | Annabella Pamela Fleck         | 22 ans | /      | Munich                |
| Argentine                | Milena Oplas Judt              | 27 ans | /      | Buenos Aires          |
| Arménie                  | Sona Danielyan                 | 23 ans | /      | Erevan                |
| Aruba                    | Daniela Piazzi                 | 25 ans | /      | Oranjestad            |
| Australie                | Monique Shippen                | 26 ans | /      | Sydney                |
| Belgique                 | Rachel Nimegeers               | 23 ans | /      | Anvers                |
| Belize                   | Selena Maria Urias             | 23 ans | /      | Belize City           |
| Biélorussie              | Maria Perviy                   | 22 ans | /      | Minsk                 |
| Bolivie                  | Valentina Pérez Medina         | 21 ans | /      | Sucre                 |
| Brésil                   | Carolina Stankevicius          | 24 ans | 1,80 m | Rio de Janeiro        |
| Burkina Faso             | Danielle Flora Ouedraogo       | 26 ans | /      | Ouagadougou           |
| Cambodge                 | Kachanak Thyda Bon             | 25 ans | /      | Phnom Penh            |
| Cameroun                 | Angèle Kossinda                | 26 ans | /      | Douala                |
| Canada                   | Megha Sandhu                   | 23 ans | 1,79 m | Montréal              |
| Chili                    | Ximena Huala                   | 18 ans | /      | Santiago              |
| Chine                    | Wang Shengxu                   | 18 ans | /      | Jinan                 |
| Colombie                 | Alejandra Vengoechea           | 21 ans | /      | Barranquilla          |
| Costa Rica               | Tamara Dal Maso                | 21 ans | /      | San José              |
| Côte d'Ivoire            | Tara Gueye                     | 23 ans | /      | Abidjan               |
| Danemark                 | Anna Diekelmann                | 26 ans | /      | Frederiksberg         |
| Équateur                 | Alegria Tobar Cordoves         | 25 ans | 1,73 m | Quito                 |
| Espagne                  | Claudia Cruz                   | 26 ans | /      | Mallorca              |
| États-Unis               | Ghazal Gill                    | 27 ans | /      | Los Angeles           |
| Finlande                 | Jutta Kyllönen                 | 21 ans | 1,70 m | Oulu                  |
| France                   | Solène Barbot,                 | 24 ans | 1,72 m | Paris                 |
| Ghana                    | Princess Owusua Gyamfi         | 25 ans | /      | Accra                 |
| Guadeloupe               | Noémie Milne                   | 21 ans | /      | Baie-Mahault          |
| Guam                     | Athena McNinch                 | 22 ans | /      | Mangilao              |
| Guatemala                | Stephanie Judith Sical         | 24 ans | /      | Santa Cruz del Quiché |
| Guinée équatoriale       | Arsenia Chanque Bosepe         | 19 ans | /      | Baney                 |
| Haïti                    | Lory-Anne Charles              | 20 ans | /      | Port-au-Prince        |
| Hawaï                    | Raquel Basco                   | 24 ans | /      | Honolulu              |
| Hong Kong                | Kaye Cheung                    | 24 ans | 1,75 m | Kowloon               |
| Îles Mariannes du Nord   | Shannon Sasamoto               | 20 ans | /      | Saipan                |
| Îles Vierges américaines | AnuMaat Kahina                 | 23 ans | /      | Sainte-Croix          |
| Inde                     | Simrithi Bathija               | 20 ans | /      | Bombay                |
| Indonésie                | Jolene Marie Rotinsulu         | 23 ans | 1,75 m | Manado                |
| Italie                   | Francesca Giordano             | 18 ans | /      | Rome                  |
| Japon                    | Tomomi Okada                   | 22 ans | 1,73 m | Tokyo                 |
| Laos                     | Phaithida Phothisane           | 27 ans | /      | Vientiane             |
| Liberia                  | Naomi Nucia Glay               | 26 ans | /      | Monrovia              |
| Macao                    | Bobo Leong                     | 26 ans | /      | Macao                 |
| Malaisie                 | Charmaine Chew                 | 23 ans | /      | Alor Setar            |
| Maurice                  | Nidhishwaree Ruchpaul          | 20 ans | /      | Pamplemousses         |
| Maroc                    | Sonia Ait Mansour              | 26 ans | 1,73 m | Rabat                 |
| Mexique                  | Andrea Toscano                 | 21 ans | /      | Manzanillo            |
| Mongolie                 | Gunjidmaa Jargalsaikhan        | 25 ans | /      | Oulan-Bator           |
| Myanmar                  | Lhin Ohmar Myint               | 23 ans | /      | Rangoun               |
| Népal                    | Meera Kakshapati               | 24 ans | /      | Bhaktapur             |
| Nouvelle-Zélande         | Nikita Horan                   | 18 ans | /      | Auckland              |
| Nicaragua                | María Gabriela Saballos        | 19 ans | /      | Managua               |
| Nigeria                  | Alice Duke Inyang              | 25 ans | /      | Lagos                 |
| Norvège                  | Henriette Hauge                | 19 ans | /      | Akershus              |
| Ouganda                  | Evelyn Namatovu Karonde        | 23 ans | /      | Kampala               |
| Panama                   | Betzaida Rodriguez             | 22 ans | /      | Las Tablas            |
| Paraguay                 | Elida Lezcano                  | 22 ans | /      | Villa Elisa           |
| Pays-Bas                 | Elize Joanne de Hong           | 25 ans | /      | Rotterdam             |
| Pérou                    | Maria José Barbis              | 23 ans | /      | Lima                  |
| Philippines              | Bea Patricia Magtanong         | 24 ans | /      | Bataan                |
| Pologne                  | Karina Szczepanek              | 24 ans | /      | Varsovie              |
| Porto Rico               | Ivana Carolina Irizarry        | 26 ans | 1,78 m | Rio Grande            |
| Portugal                 | Ana Rita Aguiar                | 22 ans | /      | Vale de Cambra        |
| République dominicaine   | Zaidy Bello                    | 27 ans | /      | Barahona              |
| République tchèque       | Andrea Prchalova               | 19 ans | /      | Havlíčkův Brod        |
| Roumanie                 | Andreea Coman                  | 26 ans | 1,82 m | Bucarest              |
| Royaume-Uni              | Harriotte Lane                 | 20 ans | /      | Londres               |
| Russie                   | Marina Oreshkina               | 26 ans | /      | Saint-Pétersbourg     |
| Salvador                 | Patricia Elena Battle Aparicio | 25 ans | /      | San Salvador          |
| Singapour                | Charlotte Lucille-Chia         | 22 ans | /      | Singapour             |
| Slovaquie                | Alica Ondrášová                | 23 ans | 1,77 m | Bratislava            |
| Soudan du Sud            | Achol Arow                     | 25 ans | 1,75 m | Melbourne             |
| Sri Lanka                | Pawani Vithanage               | 25 ans | /      | Colombo               |
| Suède                    | Paulina Kielczewska            | 23 ans | /      | Stockholm             |
| Tahiti                   | Poevai Garnier                 | 22 ans | /      | Papeete               |
| Taïwan                   | Joyce Yi Shu-Chiu              | 26 ans | /      | Tainan                |
| Thaïlande                | Sireethorn Leearamwat          | 26 ans | /      | Bangkok               |
| Tunisie                  | Sarra Brahmi                   | 25 ans | 1,75 m | Sousse                |
| Ukraine                  | Marina Kiose                   | 24 ans | /      | Kiev                  |
| Venezuela                | Melissa Jiménez                | 20 ans | /      | Maracaibo             |
| Viêt Nam                 | Nguyễn Tường San               | 19 ans | /      | Hanoï                 |
| Zambie                   | Luwi Kawanda                   | 25 ans | /      | Lusaka                |
| Zimbabwe                 | Jemimah Kandemiiri             | 24 ans | /      | Harare                |

## Observations

### Crossovers
Des candidates ont déjà participé ou participeront à d'autres concours de beauté internationaux.

#### Miss Univers
- 2018 -  Guam : Athena Éva McNinch (non classée)
- 2018 -  Mexique : Andrea Toscano (non classée)

#### Miss Terre
- Miss Terre 2017 (en) -  Cameroun : Angèle Kossinda (Top 16)
- 2018 -  Australie : Monique Shippen (non classée)
- 2018 -  Arménie : Sona Danielyan (non classée)

#### Miss Supranational
- Miss Supranational 2015 -  Belgique : Rachel Nimegeers (Top 20)
- Miss Supranational 2018 (pl) -  Maroc : Sonia Ait Mansour (représentant la  France) (non classée)
- Miss Supranational 2018 -  Roumanie : Andreea Coman (Top 10)

#### Miss Grand International
- Miss Grand International 2017 (id) -  Belgique : Rachel Nimegeers (non classée)
- Miss Grand International 2017 -  Maroc : Sonia Ait Mansour (représentant la  France) (non classée)
- Miss Grand International 2018 (id) -  Sri Lanka : Pawani Vithanage (Top 20)

#### Miss Asia Pacific International
- Miss Asia Pacific International 2018 (en) -  Arménie : Sona Danielyan (non classée)
- Miss Asia Pacific International 2018 -  Kazakhstan : Dasha Didar Atmaja (Top 20)

#### Miss Intercontinental
- 2017 -  Hawaii : Eunice Elizabeth Raquel Basco (représentant les  États-Unis) (non classée)

#### Top Model of the World
- 2016 -  Maroc : Sonia Ait Mansour (représentant la  France) (non classée)

#### Miss Eco International
- 2016 -  Maroc : Sonia Ait Mansour (représentant la  France) (non classée)

#### Miss Tourism International
- Miss Tourism International 2018 (id) -  Nouvelle-Zélande : Nikita Ah Horan (non classée)

#### Miss Tourism World (en Chine)
- 2018 -  Russie : Mari Oreshkina (Gagnante)

#### Miss Tourism Queen International
- 2018 -  Belgique : Rachel Nimegeers (2e dauphine)

#### Miss Tourism and Culture Universe
- 2019 -  Maroc : Sonia Ait Mansour (représentant la  France) (5e dauphine)

#### Miss Global
- 2018 -  Ouzbékistan : Tamila Xodjayeva (2e dauphine)

#### Miss Europe
- 2019 -  Allemagne : Bella Pamela (Top 10)

#### Reina Hispanoamericana
- 2018 (es) -  Belize : Selena Urias (non classée)
- 2018 (es) -  Portugal : Ana Rita Aguiar (non classée)

#### Reina Del Tropico
- 2018 -  Belize : Selena Urias (non classée)

#### Queen Beauty Universe
- 2018 -  Slovaquie : Alica Ondrášová (non classée)

#### Face of Beauty International
- 2014 -  Guam : Athena Éva McNinch (non classée)
- 2015 -  Maroc : Sonia Ait Mansour (représentant la  France) (Top 15)

#### World Miss University
- 2018 -  Portugal : Ana Rita Aguiar (non classée)

## Diffuseurs TV & Internet
| Diffuseurs              | Pays / Régions couverts   |
| ----------------------- | ------------------------- |
| IBM Cloud Video         | Monde.                    |
| Niconico                | Monde.                    |
| PlayStation Network     | Monde.                    |
| YouTube                 | Monde.                    |
| TV Tokyo                | Japon.                    |
| NHK                     | Japon et reste de l'Asie. |
| Indosiar                | Indonésie.                |
| Panamericana Televisión | Amérique du Sud.          |